# Radiodifusão livre

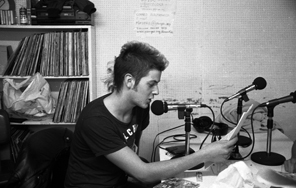
Estúdio da Rádio Bronka em 1996, uma das rádios livres vinculadas ao movimento libertário operantes na cidade de Barcelona.

Rádio livre é um termo surgido na década de 1960 que designa uma tipo de emissora de rádio que não encontra-se vinculada a partidos políticos, entidades religiosas, órgãos estatais ou grupos de interesses comerciais, se contrapõem também à apropriação tendenciosa do conceito de rádio comunitária por estes mesmos grupos.
Os grupos que fazem rádio livre questionam através da prática (do livre direito de Expressão Art. 5 Da Constituição Brasileira de 1988) a legitimidade dos aparelhos jurídicos de regulamentação dos meios de comunicações, geralmente alinhados aos interesses estatais e/ou corporativos. Sua gestão e programação dá-se geralmente de forma coletiva, por meio de assembleias. As rádios livres seriam assim "meios alternativos de informação", nem estatal-institucional, nem privado-comercial.
Geralmente as rádios livres não emitem publicidade comercial e financiam-se por doações econômicas de seus próprios produtores e ouvintes, realizadores e colaboradores. Utilizam a banda de freqüência modulada e só possuem uma cobertura local na localidade em que transmitem, com o avanço das novas tecnologias muitas delas têm também transmitido através da Internet, chegando a alcançar uma difusão mundial.
Em muitas ocasiões estão vinculadas aos movimentos sociais libertários, ecologistas, pacifistas, anarcossindicalistas, okupas, associações de vizinhos, hacklabs etc.

## Origens
O uso deste conceito fundamentalmente tem origem nas experiências na Itália e na França que começam suas emissões na década de 70 do século XX. Estas rádios surgem como uma reação estudantil e popular fazendo frente ao monopólio dos meios de comunicação do estado e do capital, ante a necessidade da cidadania e dos movimentos sociais de contar com seus próprios meios de expressão.
Na Espanha a definição de rádio livre se toma como referência o Manifesto de Villaverde (manifesto acordado pelas rádios livres da Espanha que participaram de uma série de encontros em 1983, em Villaverde, Madrid).
As primeiras rádios livres surgiram no Brasil durante a década de 1980 nas principais capitais do país, estando principalmente vinculadas as atividades políticas de cunho libertário existentes no âmbito das principais universidades públicas.

## Licença livre
Em outro sentido pode-se definir como uma emissora de rádio que utiliza uma licença livre, é uma emissora que protege a sua difusão sob uma licença livre, ao estilo das de software livre e música livre, desta forma estão protegidos seus conteúdos e se faz possível que cheguem livremente ao público.
Art 5 IX - é livre a expressão da atividade intelectual, artística, científica e de comunicação, independentemente de censura ou licença;

## Ilegalidade

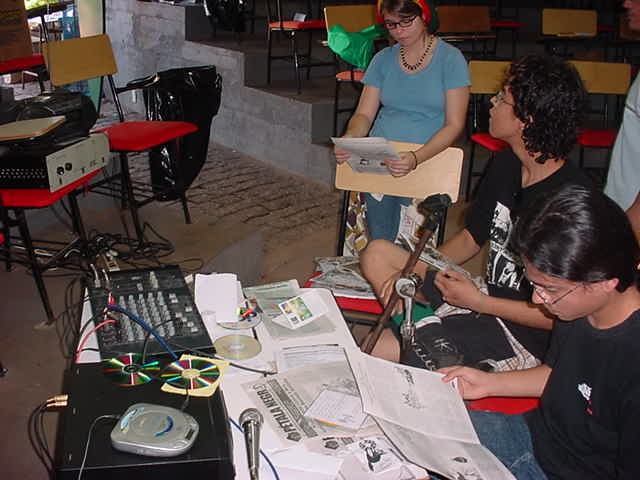
Rádio livre do Centro de Mídia Independente na Universidade Federal de Mato Grosso.

Do ponto de vista legal, bem como da perspectiva das rádios legalizadas e autorizadas, as rádios livres são consideradas rádio clandestinas, uma vez que transmitiriam ilegalmente sem uma autorização (concessão) de funcionamento expedida por autoridades governamentais. As rádios livres também não pagam impostos e taxas de funcionamento.
No Brasil uma rádio é considerada clandestina, do ponto de vista legal, quando não possui autorização (concessão) de serviço expedida pelo Ministério das Comunicações e licença para operar a radiofrequência atribuída pela Anatel o que contraria o Art. 5 da Constituição IX - é livre a expressão da atividade intelectual, artística, científica e de comunicação, independentemente de censura ou licença;
Grande parte das concessões de radiodifusão e teledifusão no Brasil encontram-se sob o domínio de grupos políticos e econômicos de elite, que a partir de 1964 buscam por todos os meios coibir e dificultar a emissão de novas concessões, principalmente através de sua influência junto ao estado brasileiro. Esta tendência garante a concentração e hegemonia sobre os meios de comunicação no Brasil.

## Demonização
No âmbito brasileiro é comum a existência de verdadeiras campanhas de demonização das rádios livres e comunitárias, geralmente patrocinadas por meios de comunicação corporativos e comerciais que têm interesse na manutenção da escassez de concessões e licenças para operação. Os argumentos geralmente empregados por estas entidades buscam vincular este tipo de rádio à quedas de aviões e ao crime organizado numa clara tentativa de criminalizá-las para além de sua situação de ilegalidade o que é falso pois em nenhum lugar do mundo é comprovada na prática esse argumento. No entanto, tais argumentos não estão fundamentados em nenhum tipo de pesquisa tecno-científica que até o momento é inexistente.

## Rádios comunitárias
Rádios livres e comunitárias não são a mesma coisa. Normalmente, rádios livres são rádios clandestinas (sem concessão estatal) que assim o funcionam como forma de desobediência civil às leis de concessão do seu país. No Brasil, rádios comunitárias são rádios que funcionam com a concessão do Estado por meio da Lei 9.612 de 1998, que define várias regras para rádios comunitárias. Ao contrário, uma rádio livre, no Brasil, não obedece essa lei pela prática do Art 5 IX - é livre a expressão da atividade intelectual, artística, científica e de comunicação, independentemente de censura ou licença;.
Alguns setores relacionam a rádio livre a movimentos de esquerda. Todavia, cabe ressaltar que a natureza de uma rádio livre é anárquica por definição e, ao contrário dos movimentos de esquerda, renega o controle estatal para a sua concessão.

## Rádios livres no Brasil
- Rádio Muda
- Rádio Xilik - Funcionou em São Paulo em 1985